# Sent Front de Champsniers
Sent Front de Champs Niers (en francès Saint-Front-sur-Nizonne) és un municipi francès situat al departament de la Dordonya i a la regió de la Nova Aquitània.

## Demografia
| 1962                                       | 1968 | 1975 | 1982 | 1990 | 1999 | 2007 |
| ------------------------------------------ | ---- | ---- | ---- | ---- | ---- | ---- |
| 145                                        | 94   | 95   | 91   | 122  | 133  | 138  |
| Des de 1962: població sense dobles comptes |      |      |      |      |      |      |

## Administració
| Període   | Identitat      | Partit |
| --------- | -------------- | ------ |
| 1973-2010 | Hubert Chapeau |        |
| 2010-     | Michel Gaborit |        |